# Valdemarsviks köping
För andra betydelser, se Valdemarsvik (olika betydelser).
Valdemarsviks köping var en tidigare kommun och köping i Östergötlands län. 

## Administrativ historik
Valdemarsviks köping, som sedan 1647 varit en köping (först som lydköping och senare som friköping inom Ringarums socken, bildade en separat kommun först 1 januari 1914 (enligt beslut 20 december 1912) genom en utbrytning ur Ringarums landskommun samt införlivning av ett område från Tryserums landskommun i Kalmar län. Den nya köpingskommunen omfattade därmed det tidigare samhället Valdemarsvik samt 1/48 mantal Fifalla n:r 1 littera Aa med därifrån avsöndrade lägenheter, 0,05 mantal Vammar n:r 1 Södergård, 0,3265 mantal Vammar n:r 2 Norrgård och 1 mantal Valdemarsmåla n:r 1 med åtskilliga lägenheter från Ringarums landskommun med en sammanlagd areal av 1,67 km², samt från Tryserums landskommun hemmanen ½ mantal Grännäs n:r 1, ½ mantal Grännäs n:r 2, 5/12 mantal Grännäs n:r 3 och 1/12 mantal Valdemarsvik n:r 1 med därifrån avsöndrade lägenheter, omfattande en areal av 3,27 km². Den nya köpingen hade 1 416 invånare, varav 246 invånare bodde i området som överförts från Tryserum.
1 januari 1920 (enligt beslut den 31 december 1919) överfördes till köpingen från Gryts landskommun hemmanen 1/4 mantal Borg nummer 1 och 1 mantal Sandvik nummer 1. Detta överförda området hade 42 invånare.
Köpingen ombildades 1971 till Valdemarsviks kommun.

### Kyrklig tillhörighet
Köpingen hörde ursprungligen i kyrkligt hänseende till Ringarums församling, men köpingens område bröts 1 maj 1919 ut för att bilda en separat församling, benämnd Valdemarsviks församling.

## Heraldiskt vapen
Blasonering: I grönt ett ankare, ovan åtföljt av två stolpvis ställda, bjälkvis lagda garvarknivar, allt av silver.
Vapnet skapades av Maj Ericsson 1947 och registrerades för kommunen i PRV 1978. Ankaret syftar på ortens hamn och knivarna på garverinäringen. 

## Geografi
Valdemarsviks köping omfattade den 1 januari 1952 en areal av 14,35 km², varav 14,22 km² land.

### Tätorter i köpingen 1960
I Valdemarsviks köping fanns tätorten Valdemarsvik, som hade 3 038 invånare den 1 november 1960. Tätortsgraden i köpingen var då 94,4 procent.

## Politik

### Mandatfördelning i Valdemarsviks köping 1938–1966
| 12 | 3 | 5 |

| 17 | 3 |

|  | 16 | 2 | 6 |

| 22 |

| 2 | 15 | 3 | 5 |

| 23 |

|  | 16 | 4 | 4 |

| 21 | 4 |

| 16 | 4 | 5 |

| 24 |

| 16 |  | 2 | 6 |

| 22 |

| 17 |  | 3 | 4 |

| 22 |

| 15 | 2 | 3 |  | 4 |

| 23 |